# Sombrin
Sombrin ist eine französische Gemeinde mit 206 Einwohnern (Stand 1. Januar 2022) im Arrondissement Arras des Départements Pas-de-Calais. Sie liegt im Kanton Avesnes-le-Comte und ist Mitglied des Kommunalverbandes Campagnes de l’Artois.
| Grand-Rullecourt |         | Avesnes-le-Comte |
| Warluzel         | Kompass | Barly            |
| Coullemont       |         | Saulty           |

## Sehenswürdigkeiten
- Kirche Saint-Vaast
- Kapelle Notre-Dame-du-Sacré-Cœur

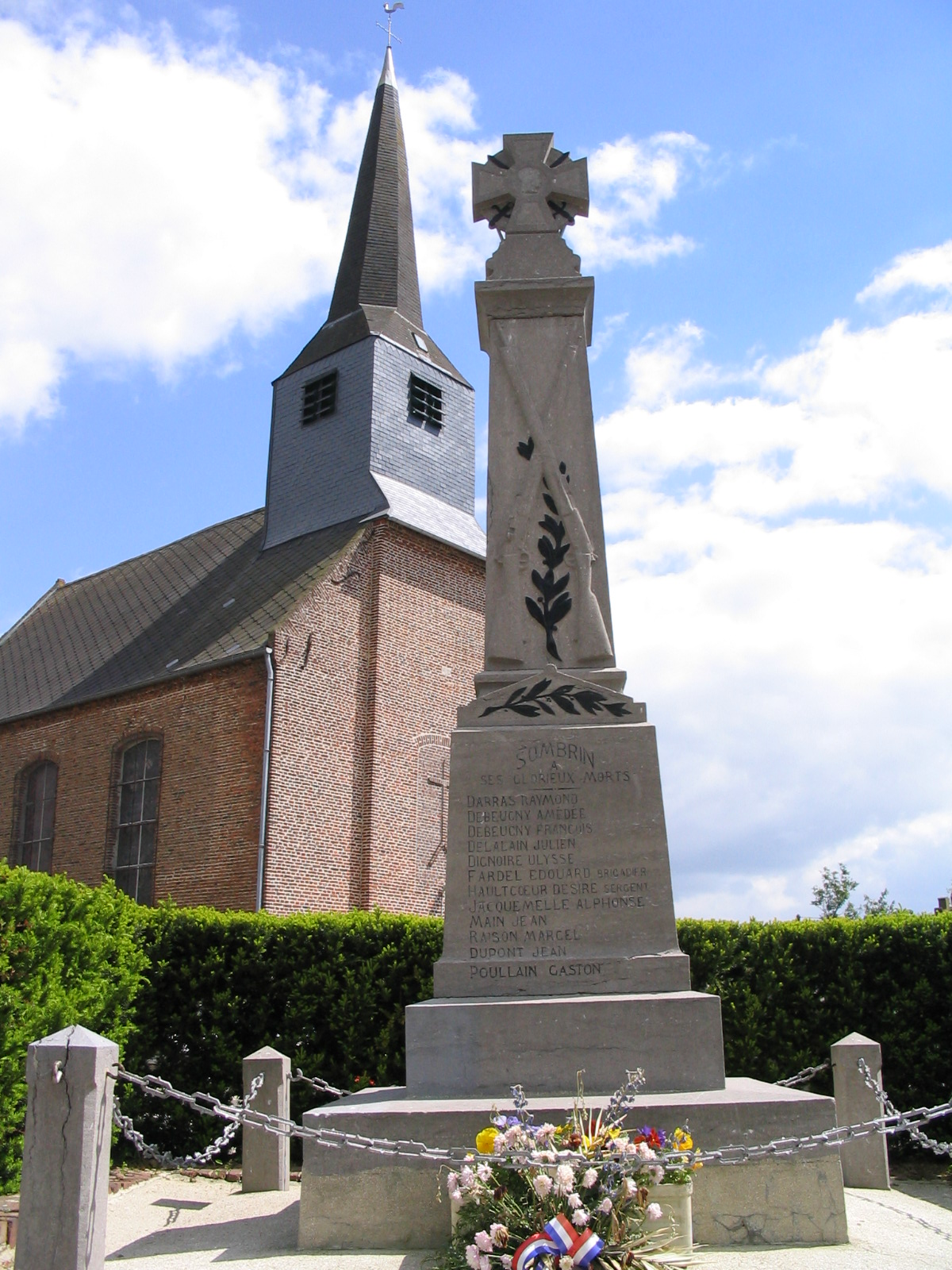
Kriegerdenkmal
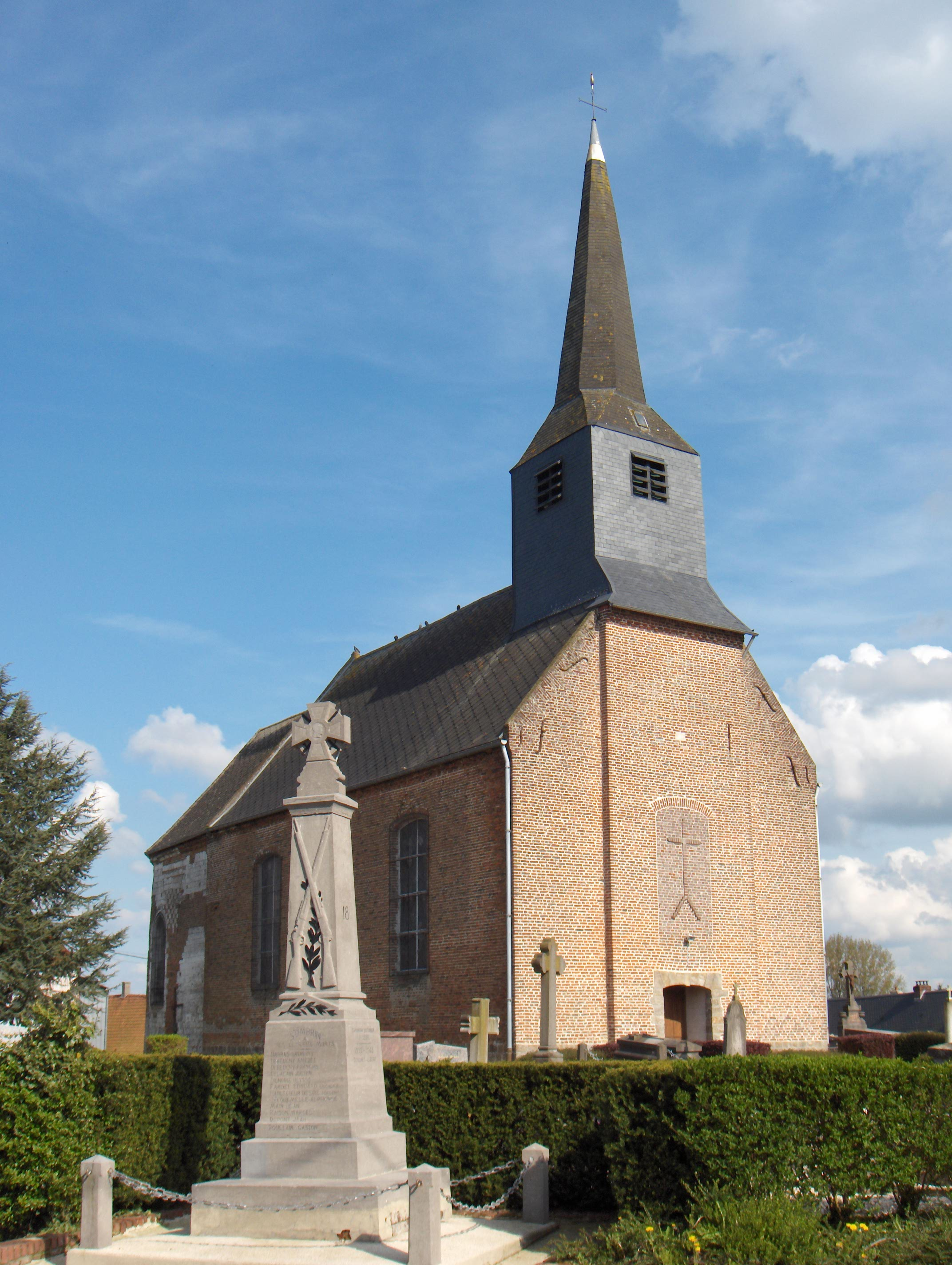
Kirche Saint-Vaast

- Kriegerdenkmal
- Kirche Saint-Vaast